# (37848) 1998 DB14
1998 دي بي 14 (ويعرف أيضًا باسم (37848) 1998 دي بي 14 وفق تسمية الكوكب الصغير) (بالإنجليزية: 1998 DB14)‏ هو كويكب ضمن حزام الكويكبات؛ وترتيبه 37848 من حيث الاكتشاف.
اكتُشف هذا الجُرم الفلكي بواسطة OCA–DLR Asteroid Survey ‏ في 27 فبراير 1998.

## وصلات خارجية
- (37848) 1998 DB14 في قاعدة بيانات مختبر الدفع النفاث لأجرام النظام الشمسي الصغيرة

- الاكتشاف · مخطط المدار ·  العناصر المدارية · المعلمات المادية

- (37848) 1998 DB14 على موقع ويكي سكاي: DSS2, SDSS, GALEX, IRAS, Hydrogen α, X-Ray, Astrophoto, Sky Map, Articles and images